# Вортон (Нью-Джерсі)
Вортон (англ. Wharton) — місто (англ. borough) в США, в окрузі Морріс штату Нью-Джерсі. Населення — 7241 особа (2020).

## Географія
Вортон розташований за координатами 40°53′49″ пн. ш. 74°34′27″ зх. д. / 40.89694° пн. ш. 74.57417° зх. д. (40.896905, -74.574292).  За даними Бюро перепису населення США в 2010 році місто мало площу 5,75 км², з яких 5,56 км² — суходіл та 0,19 км² — водойми.

## Демографія
Згідно з переписом 2010 року, у селищі мешкали 6522 особи в 2304 домогосподарствах у складі 1590 родин. Було 2426 помешкань
Расовий склад населення:
| - 75,9 % — білих - 5,7 % — азіатів - 4,6 % — чорних або афроамериканців - 0,2 % — корінних американців - 0,1 % — вихідців з тихоокеанських островів - 9,6 % — осіб інших рас |

До двох чи більше рас належало 4,0 %. Частка іспаномовних становила 40,3 % від усіх жителів.
За віковим діапазоном населення розподілялося таким чином: 23,9 % — особи молодші 18 років, 64,4 % — особи у віці 18—64 років, 11,7 % — особи у віці 65 років та старші. Медіана віку мешканця становила 38,2 року. На 100 осіб жіночої статі у селищі припадало 96,9 чоловіків;  на 100 жінок у віці від 18 років та старших — 92,7 чоловіків також старших 18 років.
Середній дохід на одне домашнє господарство  становив 75 130 доларів США (медіана — 66 579), а середній дохід на одну сім'ю — 82 611 долар (медіана — 71 688). Медіана доходів становила 44 534 долари для чоловіків та 45 000 доларів для жінок. За межею бідності перебувало 7,8 % осіб, у тому числі 7,7 % дітей у віці до 18 років та 12,0 % осіб у віці 65 років та старших.
Цивільне працевлаштоване населення становило 3332 особи. Основні галузі зайнятості: освіта, охорона здоров'я та соціальна допомога — 15,8 %, роздрібна торгівля — 14,9 %, виробництво — 12,8 %, мистецтво, розваги та відпочинок — 12,8 %.